# Heinrich Gau

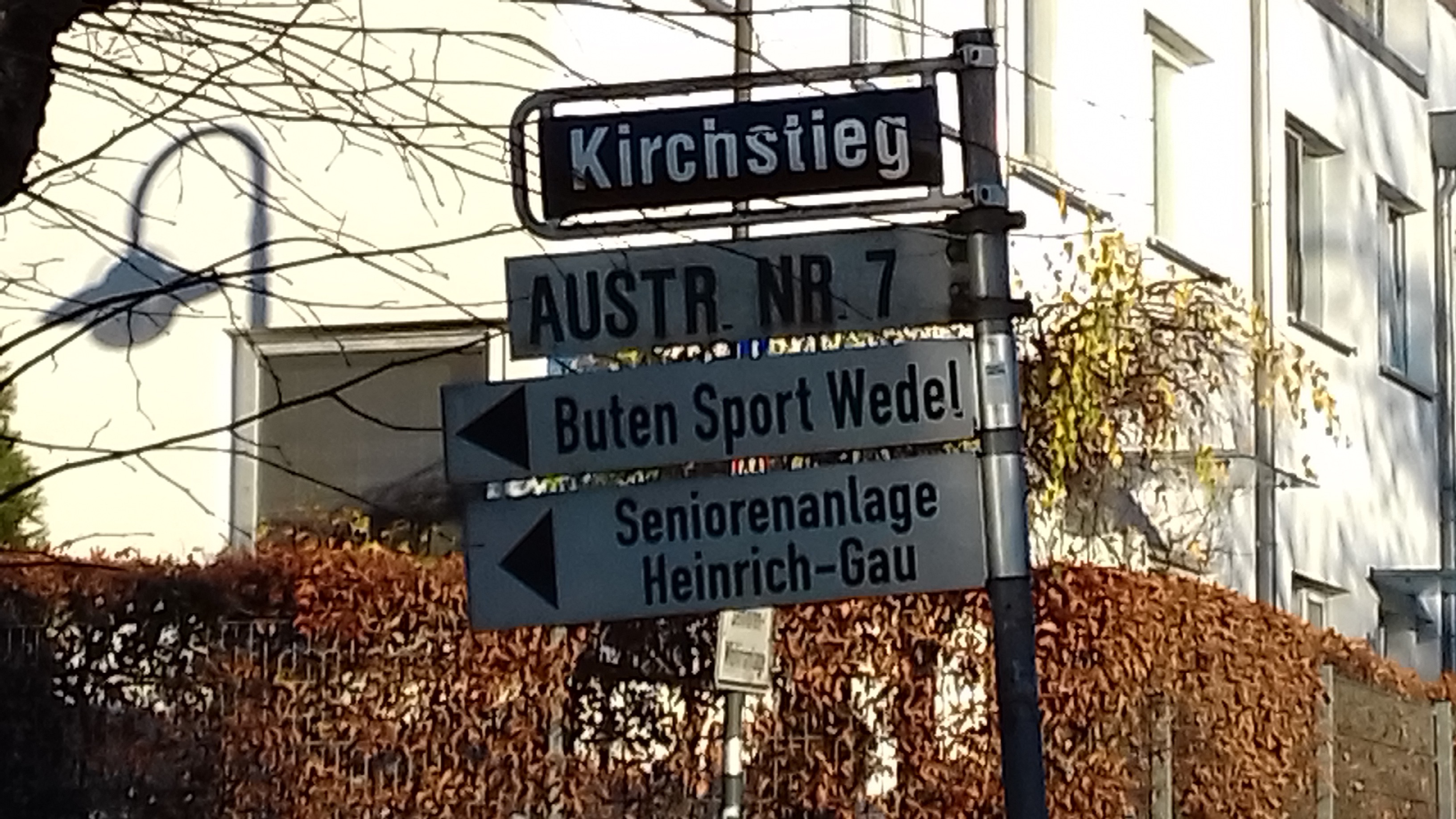
Hinweisschild zur nach Heinrich Gau benannten Seniorenanlage in Wedel

Heinrich Fritz Peter Hans Gau (* 10. Januar 1903 in Altona; † 16. Juli 1965) war ein deutscher Politiker und Verwaltungsbeamter. Von 1950 bis zu seinem Tod war er Bürgermeister der Stadt Wedel.

## Leben
Gau absolvierte nach dem Volksschulabschluss bei Blohm & Voß sowie der Deutschen Werft eine Lehre als Schiffsbauer und war von 1921 bis 1924 in diesem Beruf tätig. Er holte die Mittlere Reife nach und arbeitete anschließend als technischer Angestellter in Hamburg.
Ab 1937 war Gau als technischer Verwaltungsbeamter im Bauamt der Stadt Wedel tätig, 1940 wurde er Leiter des Wirtschafts- und Ernährungsamtes. Nach dem Zweiten Weltkrieg wurde er von der britischen Militärverwaltung 1945 als Stadtinspektor eingesetzt und wurde 1947 Stadtdirektor. Am 27. April 1950 wurde Gau zum Bürgermeister der Stadt Wedel ernannt. 1962 erfolgte die Wiederwahl.
Er war Mitglied des Vorstandes des Deutschen Städtebundes Schleswig-Holstein und von 1948 bis 1952 Vorsitzender des „Fünf-Städte-Vereins Pinneberg“, zu dessen Gründern er gehört hatte.
Gau erlag am frühen Morgen des 16. Juli 1965 einem Herzinfarkt, nachdem er am Vorabend von einer dienstlichen Angelegenheit aus Kiel nach Wedel zurückgekehrt war und anschließend noch ins Rathaus gegangen war, um zu arbeiten. Im Nachruf der Stadt Wedel hieß es: „Er lebte ein Leben für seine Stadt.“ Gau wäre zum Jahresende 1965 auf eigenen Wunsch aus dem Amt geschieden. Kurz nach seinem Tod wurde im August 1965 das im Februar 1965 eingeweihte städtische Pflege- und Altersheim nach Gau benannt.
Während seiner Amtszeit als Wedeler Bürgermeister wurden unter anderem der Bau des Johann-Rist-Gymnasiums beschlossen, welches drei Monate vor seinem Tod den Schulbetrieb aufnahm, sowie die Errichtung des städtischen Hallenbades in die Wege geleitet, welches ab Sommer 1967 gebaut wurde.